# طارق خوري
طارق سامي حنا خوري (مواليد 1 ديسمبر 1967)، رجل أعمال ونائب في البرلمان الأردني ورئيس نادي الوحدات سابقا. شغل منصب رئيس مجلس إدارة شركة القرية للصناعات الغذائية ورئيس مجلس إدارة شركة الحكماء للمعدات الطبية ورئيس مجلس إدارة شركة اليسار التجارية. وهو يحمل شهادة البكالوريوس في إدارة أعمال من الولايات المتحدة الأمريكية.

## عمله النيابي
كان عضوا في مجلس النواب الخامس عشر وعضو في لجنة الشباب والرياضة ولجنة النظام والسلوك كما ترشح لأنتخابات مجلس النواب السابع عشر عن المقعد المسيحي في محافظة الزرقاء وفاز بما مجموعه 4718 من أصوات الناخبين. 